# لواء صقور الرقة
لواء صقور الرقة، هي ميليشيا عربية في المقام الأول، تتألف في معظمها من سكان الرقة، وهي جزء من قوات سوريا الديمقراطية (قسد)، وتقاتل ضد تنظيم الدولة الإسلامية (داعش). الهدف المعلن للوحدة كان إعادة الاستيلاء على مدينتها الأصلية من تنظيم الدولة الإسلامية، الذي حققته بالمشاركة في معركة الرقة (2017). يعتبر لواء صقور الرقة بأنها متعاطفة ولديها صلات مع الحكومة السورية.

## التاريخ

### النشأة
كانت الوحدة قد تشكلت أصلا ككتيبة تابعة لجبهة ثوار الرقة في مطلع عام 2015، ولكنها غادرت المجموعة في وقت ما خلال عام 2016. أعضائها يحركهم عدد من الأسباب، مثل الرغبة في الانتقام من تنظيم الدولة الإسلامية وتحرير مواطنهم من النظام الظالم والقمعي الذي يمارسه تنظيم الدولة الإسلامية. وهناك ادعاءات أيضاً بأن عناصر داخل لواء صقور الرقة أو كله هو في الواقع جماعة موالية للحكومة. وعلى سبيل المثال، أفادت التقارير بأن ممثل للميليشيا التقى بمسؤولين في حزب البعث في القامشلي في سبتمبر 2016.

### حملة الرقة (2016–17)

#### ريف الرقة والنزاعات مع جبهة ثوار الرقة
عندما انضمت الجماعة إلى الحملة الرامية إلى الاستيلاء على الرقة في نوفمبر 2016، كان لديها حوالي 1,000 مقاتل، وكان من المتوقع أن تكون «عنصرا رئيسيا في القتال من أجل المدينة». ويمتلك لواء صقور الرقة عدة شاحنات مجهزة بالبنادق، ومركبات التقنية، ومعظمها تم الاستيلاء عليها من تنظيم الدولة الإسلامية. في منتصف نوفمبر، شارك لواء صقور الرقة في القتال الذي استمر عدة أيام من أجل تل سمعان، مقر تنظيم الدولة الإسلامية في ريف الرقة الشمالي.
في ديسمبر، تصاعدت حدة التوترات بين جبهة ثوار الرقة ولواء صقور الرقة، حيث يقال إن العديد من القادة العسكريين التابعين للسابقة قد انشقوا إلى هذه الأخيرة. غير أن ه في 27 ديسمبر، ادعى قادة جبهة ثوار الرقة أنهم اختطفوا من قبل لواء صقور الرقة وأجبروا على الإعلان عن انشقاقهم، وأنهم ما زالوا يدينون بالولاء لمجموعتهم القديمة.
في 20 فبراير 2017، أعلن أحد القادة الفرعيين للواء صقور الرقة، أبو يعقوب المكو، الذي قيل إنه كان له صلات قوية بشعبة الاستخبارات العسكرية، ولاءه لبشار الأسد وشكل الوحدة الموالية للحكومة «تجمع الشمال». ونتيجة لذلك، رفع أتباعه العلم البعثي في مقرهم في قرية الفارس. إلا أن هذه الأعمال أثارت غضب جبهة الثوار الرقة التي شنت هجوما مفاجئا على الفارس بعد يومين ودمرت فصيل المكو، مما أدى إلى مقتل أو اعتقال أعضائها. وذهبت جبهة ثوار الرقة إلى إعلان أنها «لن تسمح أبدا للنظام والميليشيات الداعمة له بالدخول من جديد إلى المدينة [الرقة] بأي وسيلة من الوسائل».

#### معركة الطبقة
في 26 مارس، أفيد بأن لواء صقور الرقة قاد الهجوم على قاعدة الطبقة الجوية.
في 11 أبريل، قامت القوات الجوية الأمريكية، على سبيل الخطأ، بقصف موقع يحتفظ به لواء صقور الرقة بالقرب من مدينة الثورة، وقتلت حوالي 17 مقاتل من الجماعة. ذهب المنتج في البي بي سي، ريام دالاتي، إلى الادعاء بأن الضربة الجوية قد دعت إليها و.ح.ش، الأمر الذي نفاه المتحدث باسم و.ح.ش ريدور خليل. ودُفن المقاتلون المقتولين مع كامل التكريم العسكري في اليوم التالي بالقرب من تل أبيض، حيث شارك آلاف من السكان المحليين في الجنازة.
وفقا لمنفذ إعلامي موالي للمعارضة السورية، وقعت مناوشة طفيفة بين مقاتلي و.ح.ش ولواء صقور الرقة في شمال تل أبيض في أواخر مايو. وكان السبب وراء هذا الحادث هو أن و.ح.ش. قد حاولت إلقاء القبض على عناصر لواء صقور الرقة اشتُبه في دعمهم للحكومة السورية.

#### معركة الرقة ونهاية مجموعة الغانم
في أعقاب الاستيلاء على الثورة، شارك لواء صقور الرقة في التقدم نحو الرقة، وكان من بين وحدات قسد التي شاركت في الهجوم على المدينة في يونيو 2017، وشارك في القتال من أجل حيها الروماني.
في 26 أغسطس 2017، داهمت و.ح.ش مقر مجموعة الغانم التابعة للواء صقور الرقة في تل أبيض، وأسرت 15 من المقاتلين، بمن فيهم فياض الغانم، قائد المجموعة، بالإضافة إلى مصادرة أسلحتهم. وفر العديد من المقاتلين الآخرين من المجموعة إلى الأراضي التي تسيطر عليها الحكومة السورية في ريف الرقة. اتهمت و.ح.ش مجموعة الغانم بالتنسيق مع القوات الحكومية خلال هجومها بالقرب من المنطقة. على الرغم من اعتقاله المزعوم، فقد تمكن فياض الغانم في نهاية المطاف من الفرار إلى المناطق التي تسيطر عليها الحكومة، حيث التقى وتم تصويره مع سهيل الحسن.

## التنظيم
على الرغم من أن لواء صقور الرقة يضم في معظمه مقاتلين من الرقة، فإن واحدة على الأقل من وحداته الفرعية، وهي مجموعة الغانم، تتألف من أشخاص من شمال محافظة الرقة، وبشكل رئيسي تل أبيض. واتهمت وسائل الإعلام المؤيدة للمعارضة مجموعة الغانم بأنها ممولة ومجهزة جزئيا من قبل إدارة المخابرات الجوية وروسيا، وفي أغسطس 2017، انشق العديد من أعضاء الوحدة إلى الجيش السوري. وكانت هناك وحدة فرعية أخرى هي مجموعة أبو يامن المكو، التي شكلت فيما بعد الفصيل المؤيد للحكومة «تجمع الشمال». وكان مقر هذه الجماعة في قرية الفارس غرب تل أبيض، ودمرتها في نهاية المطاف جبهة ثوار الرقة في 22 فبراير 2017.